# رايس مراد
رايس مراد أو «بيتر ليسلي» (بالإنجليزية: Peter Lesli)‏  قائد عسكري بحري ليبي من أصل اسكتلندي،  تولى قيادة البحرية الليبية التابعة لولاية طرابلس عام 1795م  في حربها ضد الولايات المتحدة بين عامي 1801 - 1805 أثناء فترة حكم يوسف باشا القرمانلي لليبيا.

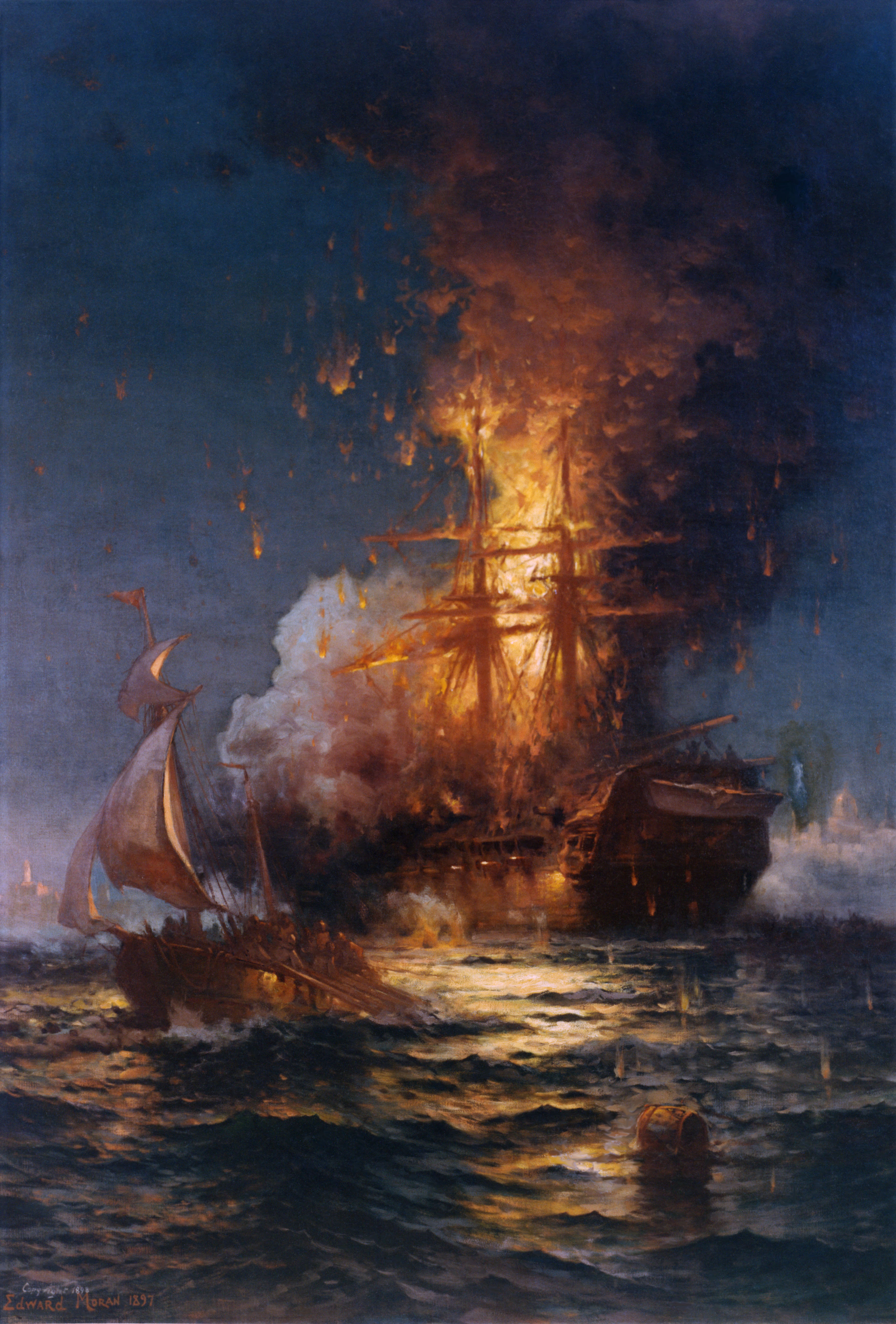
صورة للفرقاطة "يو إس إس فيلادلفيا" التي قاد الرايس مراد عملية أسرها، وهي تحترق قبالة شواطئ العاصمة الليبية.

## أهم أعماله
وكان الرايس مراد قائد القوات البحرية التي أسرت الفرقاطة فيلادلفيا أثناء المواجهات البحرية بين ليبيا والولايات المتحدة مطلع القرن التاسع عشر. وتُعد الفرقاطة فيلادلفيا واحدة من أكبر السفن التابعة للبحرية الأميركية في ذلك الوقت.

## اسمه
القبطان «مراد رايس»، واسمه المسيحي الأصلي هو: «بيتر ليسلي» من الأصل الإسكتلندي.
أُسر واعتنق الإسلام، حيث كان في السابق أحد بحارة السفينة الأمريكية «بنسي»، التي استطاع الطرابلسيون الاستيلاء عليها.